# Râul Rănghilești
Râul Rănghilești este un curs de apă, afluent al râului Corogea. 

## Hărți
- Harta județului Botoșani